# ウィーンフィル・ニューイヤーコンサート1987
ウィーンフィル・ニューイヤーコンサート1987(ドイツ語: Neujahrskonzert der Wiener Philharmoniker 1987)は、ウィーン・フィルハーモニー管弦楽団による1987年のニューイヤー・コンサート。指揮者はヘルベルト・フォン・カラヤンが務めた（初登場)。

## 概要
- ニューイヤー・コンサートの指揮者は、前年の1986年までウィーン国立歌劇場総監督のロリン・マゼールが務めていたが、彼が降板したことに伴い、ウィーン・フィルが信頼を寄せる名指揮者が毎年交代で登壇することになった。その最初の年のコンサートに当たる。ヘルベルト・フォン・カラヤンの登場は1985年9月に発表され、センセーションを巻き起こした。
- ゲストとしてソプラノ歌手のキャスリーン・バトルが登場し、ヨハン・シュトラウス2世のワルツ「春の声」をウィーン・フィルの伴奏で独唱した。ただし、ゲスト歌手の登場は「コンサートの趣旨に合わない」（ウィーン・フィル）ということで、翌年以降は実現していない。
- 会場の観客のうち4分の1が日本人だったという。

## 演奏曲目

### 第１部
- 喜歌劇「ジプシー男爵」序曲 (ヨハン・シュトラウス2世)
- ワルツ「天体の音楽」Op.235 (ヨーゼフ・シュトラウス)
- ポルカ・フランセーズ「アンネン・ポルカ」（ヨハン・シュトラウス2世)
- ワルツ「うわごと」Op.212 (ヨーゼフ・シュトラウス)

### 第２部
- 喜歌劇「こうもり」序曲 (ヨハン・シュトラウス2世)
- ポルカ・フランセーズ「アンネン・ポルカ」Op.137(ヨハン・シュトラウス1世)
- ポルカ・シュネル「観光列車」Op.281（ヨハン・シュトラウス2世)
- ワルツ「皇帝円舞曲」Op.437 (ヨハン・シュトラウス2世)
- ピチカート・ポルカ（ヨハン2世＆ヨーゼフ・シュトラウス兄弟の合作）
- 常動曲Op.257 (ヨハン・シュトラウス2世)
- ポルカ・シュネル「雷鳴と電光」Op.324 (ヨハン・シュトラウス2世)
- ワルツ「春の声」Op.410 (ヨハン・シュトラウス2世)　　ソプラノ：キャスリーン・バトル

### アンコール
- ポルカ・シュネル「憂いもなく」Op.271 (ヨーゼフ・シュトラウス)
- ワルツ「美しく青きドナウ」Op.314 (ヨハン・シュトラウス2世)
- 「ラデツキー行進曲」Op.228 (ヨハン・シュトラウス1世)

## エピソード
- このコンサートに先立つ1986年9月にヘルベルト・フォン・カラヤンはウイルス性疾患であるライム病を発症して入院し、ベルリン芸術週間のコンサートやサントリーホール開場記念コンサートをキャンセルしている。コンサート直前の12月上旬に行われる予定だったウィーン・フィル特別演奏会もキャンセルしており、ニューイヤー・コンサートへの登壇が危ぶまれていた。非公式には代役としてクラウディオ・アバドが待機していたとされる[1]。
- コンサートのリハーサルは12月27日に開始されたが[2]､コンサート直前の12月29日にカラヤンは側近のミッシェル・グロッツに「体力が続きそうにない」と不安を訴えている。これに対しグロッツは「あなたはできます。しなくてはなりません」と説得している[3]。
- カラヤンはテレビ向けの映像演出にも積極的に発言していた。第2部2曲目の「アンネン・ポルカ」ではスペイン乗馬学校の騎手と白馬によるバレエが登場しているが、これもカラヤンのアイディアである[3]。
- アンコール１曲目はポルカ・シュネル（速いポルカ）「憂いもなく」を振るべきところ、カラヤンは曲順を間違え「美しく青きドナウ」のゆったりした前奏を振り始めている。楽員の指摘でこれに気付いたカラヤンは指揮を止め、笑いとばしている。なおこの場面は後述のLD、DVDではカットされている。
- アンコール２曲目の「美しく青きドナウ」の前に指揮者とウィーン・フィル団員が新年の挨拶を述べることが恒例になっている。今回はカラヤンがドイツ語と英語で新年の挨拶を述べ、その直後にステージ後ろのパイプオルガンに「Prosit!　Neujahr」と大書された扇が開く趣向になっていた。しかし音響機器の故障でカラヤンのドイツ語による挨拶の最中に電気系統の雑音が入り、さらに英語での挨拶の最中に耳障りな音を立てて扇が開くというトラブルに見舞われた。しかしカラヤンは、「世界中に向けての私たちの願いは一つ、平和、平和、そして平和です」と挨拶を締めくくっている。なおこれらの場面もCDおよびヴィデオ･ディスクではカットされている。

## 備考
- コンサートの模様が収録されたLPおよびCDが､1987年秋にドイツ・グラモフォンから発売された（日本盤は同年4月10日に世界先行発売）。音盤では、収録時間の関係で「ジプシー男爵」序曲、皇帝円舞曲、常動曲の3曲がカットされ、曲順が入れ替えられている。
- コンサートはテレモンディアルによってヴィデオ収録され、1990年9月にLDがソニーから発売された。こちらでは全曲が収録されているが、やはり片面の収録時間の関係からか実際の曲順が入れ替えられている。